# Bjørn Svensson
Bjørn Svensson (9. oktober 1910 i Sønderborg – 23. juni 2010 Haderslev) var cand.polit., Ridder af Dannebrog og redaktør ved Dannevirke samt leder af DR's Radio Syd.

## Familie
Bjørn Svensson blev født i Sønderborg som søn af redaktør A. Svensson. Han var blandt andet bror til illustratoren Kamma Svensson og til Poul Svensson.

## Debattør
Bjørn Svensson var som faderen en engageret debattør om historiske og nationale spørgsmål, ikke mindst i forbindelse med det dansk-tyske grænseland, ligesom han var en kendt læserbrevsskribent i Jyllands-Posten og i Flensborg Avis. Han bekæmpede ideologier som nazisme, kommunisme og islamisme.

## Uddannelse og ansættelse
Bjørn Svensson blev student fra Haderslev Katedralskole i 1929 og blev cand.polit. i 1936 og samme år ansat som sekretær i Nationalbankens valutakontor; Valutacentralen 1937; Direktoratet for Vareforsyning 1940, fuldmægtig 1942.

## Journalist og redaktør
Politisk medarbejder ved dagbladet Dannevirke 1945, ansvarlig redaktør 1950-56. Han blev fyret og var arbejdsløs i fire år, inden han blev programleder ved Danmarks Radios Aabenraa-afdeling 1960-79 (Radio Syd).

## Modtagne priser
- 1980 H.V. Clausens og Johan Ottosens Legat til Danskhedens fremme i Sønderjylland
- 1983 Sprogforeningens pressepris
- 1987 Hædersgave fra fabrikant Chas. Otzens Fond
- 1987 Holger Danske-prisen
- 1987 Kosan Prisen

## Forfatterskab
Bjørn Svensson havde et omfattende arkiv med bl.a. materialer fra besættelsestiden, og samtidig havde han en god hukommelse. Han har skrevet om dansk nazisme, om 2. verdenskrig, sønderjysk historie, kommunisme m.m., herunder:
- Den danske Nazisme i kritisk Belysning (1934)
- Fuld besked om 9. April (1946)
- Sydslesvig (1947)
- Saadan er Kommunisterne (1949)
- Mytedannelser omkring 9. April 1940 (1957)
- Derfor gik det sådan 9. april (Branner og Korch, 1965)
- 50 år med Danmark (Grænseforeningens årbog, 1970)
- Røde illusioner. SF - et spørgsmålstegn i dansk politik (1987)
- Bataljer med Bid og Baggrund (2009). Erindrings- og debatbog. ISBN 978-87-7406-114-4

Svenssons første bog fra 1934 er efterfølgende blevet kritiseret [kilde mangler] for at indeholde paralleller til hans islamkritiske holdninger i de senere år. Således gjorde han sig til talsmand for, at jødiske flygtninge fra Tyskland ikke skulle lukkes ind i Danmark: "Det maa antages, at de flygtede ikke er Blomsten af de tyske Jøder, men snarest af dem, der har haft vanskeligt ved at assimilere sig, og for en stor Del utvivlsomt yderligtgaaende marxistisk præget. Dem har vi ingen Brug for. Fremmed nation, fremmed Sprog, fremmedartet Væsen og revolutionspolitisk Indstilling, paa intet Punkt havende Lighed og Fællesskab med os kan de kun skabe Modsætningsforhold i det danske Folk, som vi er bedre tjent med at være foruden." (Bjørn Svensson: "Den danske Nazisme i kritisk Belysning", 1934, s. 14.)
Svensson skrev "Den danske Nazisme i kritisk Belysning" på opfordring af John Christmas-Mølller, der under krigen blev en central skikkelse i modstandsbevægelsen.
Svensson skrev i erindrings- og debatbogen »Bataljer« (2009) på side 250: 

»Vi skal systematisk og kontant tage afstand fra Islamismen, dvs. alle udslag af korantro fundamentalisme, der vil kamp mod de »vantro«. For at citere Koranen: »Til dem, der er vantro, vil der blive skåret kæder af ild. Kogende skoldhedt vand skal gydes over deres hoveder, så deres hud og indvolde smelter. Jernkøller venter dem.« Vi skal tage diskussionen op om Koranens torturprægede forskrifter, men sagligt og ikke bevidst sårende. Og så skal vi passe på, at vi ikke støder de moderate muslimer over til de militante og dermed forstærker Islamismen.«
I bogen 'Røde illusioner. SF - et spørgsmålstegn i dansk politik' opregnede Svensson Gert Petersens løgne om sit medlemskab af en nazistisk organisation under 2. verdenskrig samt satte Petersens beskrivelse af sin stalinistiske fortid i DKP under kritisk behandling.

## Motto
Tale er sølv — tavshed er underkastelse.